# David Enhco
David Enhco, né le 12 septembre 1986 à Paris, est un musicien, un compositeur et un leader de formations jazz français. Il a enregistré plusieurs albums en quartet, et est l’un des fondateurs du groupe The Amazing Keystone Big Band.

## Biographie
David Enhco naît le 12 septembre 1986 à Paris. Sa mère est la soprano lyrique Caroline Casadesus, il est le petit-fils du chef d’orchestre Jean-Claude Casadesus et l'arrière petit-fils de la sociétaire de la comédie française Gisèle Casadesus,, et son beau-père était le violoniste Didier Lockwood. Il est le frère de Thomas Enhco.

### Parcours musical
Après avoir débuté le piano à trois ans, puis la trompette à cinq ans, David Enhco a suivi une double formation classique (au conservatoire) et jazz (au centre Didier Lockwood). Il connaît la scène dès son enfance au travers des écoles de musique et des cours qu’il a suivi.
En 2012, David Enhco cofonde « The Amazing Keystone Big Band » dont il est l'un des quatre codirecteurs artistiques. Il cosigne pour le festival Jazz à Vienne une adaptation de Pierre et le Loup de Prokofiev. The Amazing Keystone Big Band rencontre un très grand succès public, il enregistre six albums et obtient les honneurs de la profession en se voyant décerné la victoire "Groupe de l’année"  aux victoires du jazz 2018. Depuis ces évènements, le groupe est tout le temps en tournée.
En 2013, David Enhco sort son premier disque personnel de compositions de jazz contemporain, intitulé la "La Horde" (Cristal) avec Florent Nisse (contrebasse), Gautier Garrigue (batterie) et Roberto Negro (piano).
En 2014, les 4 membres du Quartet se retrouvent pour enregistrer l’album Layers et ils décident de s’associer avec Maxime et Adrien Sanchez, respectivement pianiste et saxophoniste, pour fonder ensemble le label Nome.
David Enhco reprend les chemins du studio en 2017 pour enregistrer l’album Horizons. Lui et son groupe The Amazing Keystone Big Band rendent ensuite hommage à Ella Fitzgerald avec l’album We love Ella et un livre-disque adapté pour le jeune public La Voix d’Ella avec Vincent Dedienne comme récitant.
En 2018, David Enhco remporte deux Victoires du jazz dans les catégories « Artiste qui monte »,, à titre personnel et « Groupe de l’année » avec The Amazing Keystone Big Band.

## Discographie
- 2013 : La Horde (David Enhco Quartet) [9]  ∫   Cristal Records - Cristal CR208
- 2014 : Layers (David Enhco Quartet) [10]  ∫   Disques Nome - Nome001
- 2017 : Horizons[6]   ∫   Disques Nome - Nome008

## Récompenses musicales
- Coup de cœur Jazz et Blues 2017 de l'Académie Charles-Cros pour Horizons, proposé lors de l’émission Open Jazz d’Alex Dutilh sur France Musique[11].
- Victoire « Artiste qui monte » 2018 avec son album Horizons, ses tournées, ses projets[12].
- Victoire « Groupe de l’année » 2018 avec The Amazing Keystone Big Band[12].
- Coup de cœur Jeune Public automne 2021 de l'Académie Charles-Cros pour Alice au pays des merveilles avec The Amazing Keystone Big Band[13].